# 李思賢
李思賢（1886年—1951年1月19日），出生於广东省广州府新会縣，中華民國、中華民國維新政府、南京国民政府（汪精卫政权）的政治人物和司法官。

## 事跡
李思賢畢業於福建省公立专門学校专門科。歷任霞浦县知事、福建省司法官。1917年，在厦门从事律师工作。1931年，出任福建律師会長兼中華律師協会理事。
1938年1月、李思賢出任廈門治安維持会司法處主任審判官。3月，任廈門治安維持会会長兼高等法院院長。7月，直属日本海军的厦门市政府成立，李思賢出任市長。他还担任高等法院院長和特別市警察廳廳長，负责厦门的所有政治、司法和警察事务。
1943年3月，廈門市转由汪精卫国民政府直辖，并升格為厦门特別市，李思賢繼續擔任市長，直至1945年8月汪精卫政权崩潰後離職。
中华人民共和国建国後的1951年1月19日，廈門市人民法院在「公審大会」上以汉奸為由將李思賢處決。